# Gaston (série télévisée d'animation)
Pour les articles homonymes, voir Gaston.
Gaston est une série télévisée d'animation française en 78 épisodes de 7 minutes, adaptée d'après la collection de bande-dessinée d'André Franquin, Gaston, et produite par le studio Normaal. Elle est diffusée à partir du 19 décembre 2009 sur France 3.
Ne pouvant pas redessiner les personnages de la bande-dessinée, le studio Normaal utilise un système qui permet d'animer directement les dessins de Franquin. Grâce à cette technique, le résultat est très proche de la bande dessinée originale.

## Synopsis
Gaston est un employé sans emploi, comme l'appelle Prunelle, son 2e rédacteur en chef. Gaston, plus que fainéant, enchaine les gaffes, invente des trucs bizarres et crée des costumes.

## Fiche technique
- Titre français : Gaston Lagaffe
- Réalisation : Alexis Lavillat
- Production : Alexis Lavillat
- Sociétés de production : Normaal, en coproduction avec Marsu Productions, France Télévisions, AB Groupe, AB3, Flaat Studio, TSR
- Musique : Féloche

## Distribution des voix
- Micha Lescot : Gaston Lagaffe (sauf le pilote : Thomas Fersen)
- Patrice Dozier : Léon Prunelle
- Bernard Alane : Yves Lebrac
- Élodie Hiollé : Mademoiselle Jeanne
- Michel de Warzée : Aimé De Mesmaeker
- Laurent Pasquier : Joseph Boulier, Jeff, Bertrand Labevue, le chat, la mouette, les souris, et de nombreux personnages secondaires.
- Jérôme Pauwels : Jules-de-chez-Smith-en-face, Joseph Longtarin
- Frédéric Jannin : Monsieur Dupuis

## Épisodes
Liste reprise du coffret DVD collector paru en 2018 :
1. Le guerrier du repos
2. L'homme oreiller
3. Drôle d'animal
4. Matériel de bourreau
5. Avoir un bon copain
6. Gaston l'arnaque
7. Bowling
8. C'est plutôt frappant
9. Ordre et méthode
10. Chat ravi
11. Échec et mouette
12. Le cactus
13. Prise de tête
14. Se transformer
15. À la bonne franquette
16. Chimie amusante
17. Chat noir !
18. Réserve naturelle
19. Un monde à part
20. Danger co-lo-ssal !
21. Le niveau des idées
22. Les boîtes ça conserve
23. Mauvaises notes
24. Mauvaises vibrations
25. Design moderne
26. Travaux domestiques
27. De la fuite dans les idées
28. Il est joueur ce Gaston
29. Rester Zen
30. La grosse poilade
31. Gaston vous donne la recette
32. Duos de légende
33. Pensé avec les pieds
34. Fée du logis
35. Bonne année surtout
36. Demandez l'impensable
37. C'est toute une cuisine
38. Mademoiselle Jeanne
39. Marrons et châtaignes
40. Votez Gaston
41. Mademoiselle rêve
42. Souris d'élevage
43. Écologie
44. Jokari
45. Envoyez la musique
46. Ça sent le sapin
47. Ça plane pour lui
48. Catastrophe naturelle
49. Gaston le virtuose
50. J'ai rien demandé
51. Savoir dire stop !
52. Une saison en enfer
53. Ça va décoiffer !
54. Ça sert à rien !
55. En épave ! Heu... En voiture !
56. À la casse
57. Entre bestioles on s'apprécie
58. SOS Lagaffe
59. Ça va faire du bruit !
60. Danger public
61. Roulez jeunesse
62. Circulez y'a rien à voir !
63. Sauvons la nature !
64. Aimez-vous les travaux manuels ?
65. Du poil de la bête
66. Totalement bouché !
67. C'est dans sa nature
68. La porte !
69. Réveils
70. Laissez-vous transporter
71. Bonne nature
72. Bricolo
73. La loi c'est la loi
74. Plein les yeux
75. Perdu un truc...
76. Électrique ou pas ?
77. SOS Gaston
78. Je ne vois pas le rapport